# 氷上川継の乱
氷上川継の乱（ひがみのかわつぐのらん）は、奈良時代の反乱未遂事件。天応2年（782年）に天武天皇の曾孫の氷上川継が謀反を計画し、事前に発覚して失敗したというものである。

## 概要

### 背景
宝亀元年（770年）8月に称徳天皇が崩御し、天智天皇の孫の白壁王が践祚した（光仁天皇）。壬申の乱以来、天武天皇の子孫が皇位を世襲してきたが、天武系の皇族の多くは打ち続いた政変に伴って殺害や処罰により政治生命を絶たれたり、あるいは賜姓を受けて臣籍降下していた。称徳天皇の崩御により、それまで維持されてきた「天武－草壁－文武－聖武－称徳」という皇位の天武系嫡流の直系継承は途絶え、天智系の天皇が復活することになった。ただし、光仁天皇の即位については、彼が聖武天皇の皇女の井上内親王を妻として、その間に他戸親王を儲けていたことが大きく与っており、光仁天皇は女系では天武系の天皇といえた。
氷上川継は、新田部親王の子・氷上塩焼と、聖武天皇の娘・不破内親王（井上内親王の同母姉妹）の間に生まれた男子で、天武天皇の曾孫にあたる。しかし、父の塩焼が藤原仲麻呂の乱で天皇に擁立されようとして殺害され、母の不破内親王も称徳天皇を呪詛したとして皇親の身分を奪われており、称徳天皇崩後の皇位継承候補には挙げられていなかった。しかし、父と母の両方を通じて天武天皇に繋がるその血統は、反政府勢力の期待を集めるとともに、朝廷側の警戒をも招いていた。

### 事件
天応元年（781年）4月に光仁天皇は皇太子・山部親王（桓武天皇）に譲位した。太上天皇となった光仁天皇は同年12月に崩御する。同月には桓武天皇の異母弟の薭田親王（母は天智天皇の曾孫・尾張女王）が急逝しており、この件が川継の乱の一因であった可能性を指摘する研究者もいる。
翌天応2年（782年）閏正月10日に川継の資人であった大和乙人が、密かに武器を帯びて宮中に侵入したところを、発見されて捕縛される事件が起きた。乙人は尋問を受けて川継を首謀者とする謀反の計画を自白する。謀反の内容は、同日の夜に川継が一味を集めて北門から平城宮に押し入り、朝廷を転覆するというものであった。翌11日に川継を召喚する勅使が派遣されたが、川継はこれを知って逃亡したため、三関の固関と川継の捕縛が命じられた。同時に、多治比浜成が左京亮、多治比三上が主馬頭、荒木忍国が主馬助、藤原真友が衛門佐に任じられている。14日に至って川継は大和国葛上郡に潜伏しているところを捕らえられた。

### 事件後
川継の罪は死罪に値するものの、光仁天皇の喪中であるという理由で、罪一等を減じられて伊豆国へ遠流とされ、川継の妻・藤原法壱も夫に同行した。母の不破内親王と川継の姉妹は淡路国へ流された。さらに、法壱の父である参議藤原浜成はおりから大宰員外帥として大宰府に赴任していたが、連座して参議を解任された。浜成の属する藤原京家はこれをきっかけに凋落に向かう。この後、京家出身の公卿は、浜成の子・藤原継彦が従三位、孫・冬緒が大納言となったのみで、やがて歴史から消えてゆくこととなる。
また、山上船主が隠岐介、三方王が日向介に左遷されている。この2人はさらに同年3月に天皇を呪詛したとして船主は隠岐に、三方は共謀したとされた妻の弓削女王とともに日向に流された。参議左大弁・大伴家持と右衛士督・坂上苅田麻呂もその官職を解かれた。伊勢老人・大原美気・藤原継彦の3名はときに散位であったため平城京内への居住を禁止されている。そのほかにも連坐する者が35名いたという。6月には左大臣藤原魚名が罷免されて大宰帥に任じられ現地に赴任する途中に病に倒れ、のちに薨じている。これも事件に関連した事実上の配流であるとされているが、光仁天皇の寵臣で当時の朝廷の筆頭公卿である魚名の失脚はそれ自体が歴史的な政変である、という見解もある。なお、家持と苅田麻呂は同年5月には復職している。
すでに宝亀3年（772年）7月に他戸親王が皇太子を廃され、宝亀6年（775年）4月に幽閉の身で母の井上内親王と同日に変死をとげており、この事件によって天武系の皇族は皇位継承から完全に排除された。
延暦24年（805年）3月に川継は罪を赦され、その後帰京して大同元年（806年）3月には従五位下に復している。

## 乱で処罰された人物
| 家系     | 氏名         | 官位                 | 処罰内容                          | 赦免                          |
| -------- | ------------ | -------------------- | --------------------------------- | ----------------------------- |
| 氷上氏   | 氷上川継     | 従五位下・因幡守     | 伊豆国への流罪                    | 延暦24年（805年）赦免         |
| 氷上氏   | 不詳         | （氷上川継の姉妹）   | 淡路国への流罪                    |                               |
| 皇族     | 不破内親王   | （氷上川継の母）     | 淡路国への流罪                    | 延暦14年（795年）和泉国に移動 |
| 皇族     | 三方王       | 従四位下             | 日向介に左遷 のち日向国への流罪   |                               |
| 皇族     | 弓削女王     | 正五位上（三方王室） | 日向国への流罪                    |                               |
| 大伴氏   | 大伴家持     | 従三位・左大弁       | 解官                              | 天応2年（782年）参議          |
| 坂上氏   | 坂上苅田麻呂 | 正四位上・右衛士督   | 解官                              | 天応2年（782年）右衛士督      |
| 伊勢氏   | 伊勢老人     | 正四位下・散位       | 京外追放                          | 延暦5年（786年）縫殿頭        |
| 山上氏   | 山上船主     | 正五位下・陰陽頭     | 隠岐介に左遷 のち隠岐国への流罪   | 延暦24年（805年）入京         |
| 大原氏   | 大原美気     | 従五位下             | 京外追放                          | 延暦5年（786年）弾正弼        |
| 藤原京家 | 藤原浜成     | 従三位・参議         | 参議・侍従を免官 大宰員外帥は継続 |                               |
| 藤原京家 | 藤原継彦     | 従五位下             | 京外追放                          | 延暦8年（789年）主計頭        |
| 藤原北家 | 藤原魚名     | 正二位・左大臣       | 左大臣を免官 大宰帥として下向     | 延暦2年（783年）入京          |
| 藤原北家 | 藤原鷹取     | 正四位下・中宮大夫   | 石見介へ左遷                      | 延暦2年（783年）入京          |
| 藤原北家 | 藤原末茂     | 従五位下・中衛少将   | 土佐介に左遷                      | 延暦2年（783年）入京          |
| 藤原北家 | 藤原真鷲     | 従五位下             | 父・魚名に従い大宰府へ下向        | 延暦4年（785年）大学頭        |